# Belavia
Belavia Belarusian Airlines (en bielorruso: Белавія; en ruso: Белавиа) es la aerolínea nacional de Bielorrusia. Es la aerolínea de bandera al ser propiedad del gobierno. Belavia opera una red de rutas en ciudades asiáticas y de la Comunidad de Estados Independientes, opera aviones Boeing 737,Embraer ejets y Airbus a330 principal base de operaciones está en el Aeropuerto Internacional de Minsk.

## Historia
El 7 de noviembre de 1933 se inauguró la primera terminal aérea en Minsk. En la primavera siguiente tres aviones Polikarpov Po-2 aterrizaron en Minsk. Se convirtieron así en los primeros aviones de la flota bielorrusa. En 1936 se inauguró la primera ruta entre Minsk y Moscú. En el verano de 1940 el grupo de aviación civil bielorruso fue oficialmente fundado.
En 1964 los Túpolev Tu-124 recibidos recibieron el registro bielorruso. En 1973 los entonces nuevos Túpolev Tu-134A comenzaron a operar en Bielorrusia. En 1983 se comenzaron a operar los nuevos aviones Túpolev Tu-154.
El 1 de febrero de 1985 un Túpolev Tu-134 soviético se estrelló cerca de Minsk-1 matando al menos a 58 de las 80 personas a bordo. El accidente fue producido como resultado de la ingestión de hielo en los motores, como resultado de un deshielo mal efectuado antes del despegue. Ambos motores sufrieron graves daños, y, se apagaron.
La aerolínea fue oficialmente fundada el 5 de marzo de 1996 de acuerdo con una resolución del gobierno bielorruso "Sobre la reestructuración del transporte aéreo en la República bielorrusa", cuando la división local de Aeroflot fue nacionalizada y renombrada. Desde entonces y hasta 1998 Belavia abrió rutas regulares a Pekín, Estambul, Lárnaca, Londres, Praga, y Roma. En 1998 Belavia se fusionó con Minskavia, adquiriendo algunos Antonov An-24, Antonov An-26 y Yakovlev Yak-40 a añadir a la flota de Tupolev Tu-134 y Tupolev Tu-154.
El 18 de mayo de 2001 Belavia comenzó a operar vuelos regulares Minsk-París con aviones Tu154 y Tu134. En 2003 Belavia comenzó a editar su revista en vuelo Horizons en inglés, ruso y bielorruso (parcialmente). El 16 de octubre de 2003 Belavia firmó un acuerdo de alquiler para hacerse con su primer Boeing 737-500. En 2004 Belavia amplió sus operaciones y adquirió un Boeing 737 más. El 26 de junio de 2004 Belavia abrió una nueva ruta a Hannover, Alemania. En 2008 la aerolínea retomó su ruta entre Minsk y Shannon en Irlanda. En enero de 2013 la aerolínea añadió España como destino, creando la línea Minsk a Barcelona, en el Aeropuerto de Barcelona-El Prat
El 2 de diciembre de 2021, se agregó a Belavia a la lista de sanciones de la Unión Europea. Suiza se unió a las sanciones de la UE el 20 de diciembre. En agosto de 2023, Estados Unidos agregó a Belavia a la Lista de Nacionales Especialmente Designados y Personas Bloqueadas.

## Destinos
Belavia opera en la actualidad (octubre de 2024) vuelos regulares a los siguientes destinos:
| Países       | Destinos        | Aeropuertos                                          | Notas              |
| ------------ | --------------- | ---------------------------------------------------- | ------------------ |
| Armenia      | Ereván          | Aeropuerto Internacional de Zvartnots                |                    |
| Azerbaiyán   | Bakú            | Aeropuerto Internacional Heydar Aliyev               |                    |
| Bielorrusia  | Brest           | Aeropuerto de Brest                                  |                    |
| Bielorrusia  | Gómel           | Aeropuerto de Gómel                                  |                    |
| Bielorrusia  | Grodno          | Aeropuerto de Grodno                                 | Estacional         |
| Bielorrusia  | Minsk           | Aeropuerto Internacional de Minsk                    | HUB                |
| Bielorrusia  | Vítebsk         | Aeropuerto de Vítebsk-Vostochny                      |                    |
| Catar        | Doha            | Aeropuerto Internacional Hamad                       | Estacional         |
| Egipto       | El Alamein      | Aeropuerto Internacional de El Alamein               | Chárter            |
| Egipto       | Hurgada         | Aeropuerto Internacional de Hurghada                 | Chárter            |
| Egipto       | Sharm el-Sheij  | Aeropuerto Internacional de Sharm el-Sheij           | Chárter            |
| EAU          | Abu Dabi        | Aeropuerto Internacional Zayed                       |                    |
| EAU          | Dubái           | Aeropuerto Internacional de Dubái                    |                    |
| Georgia      | Batumi          | Aeropuerto Internacional Batumi                      |                    |
| Georgia      | Tiflis          | Aeropuerto Internacional de Tiflis                   |                    |
| India        | Delhi           | Aeropuerto Internacional Indira Gandhi               |                    |
| Kazajistán   | Almatý          | Aeropuerto Internacional de Almatý                   |                    |
| Kazajistán   | Aktau           | Aeropuerto Internacional de Aktau                    |                    |
| Kazajistán   | Astaná          | Aeropuerto Internacional Nursultán Nazarbáyev        |                    |
| Kazajistán   | Karagandá       | Aeropuerto de Sary-Arka                              | Chárter            |
| Kazajistán   | Kostanái        | Aeropuerto de Kostanái                               | Chárter            |
| Kazajistán   | Pavlodar        | Aeropuerto de Pavlodar                               | Chárter            |
| Líbano       | Beirut          | Aeropuerto Internacional Rafic Hariri                |                    |
| Rusia        | Kazán           | Aeropuerto Internacional de Kazán                    |                    |
| Rusia        | Majachkalá      | Aeropuerto de Majachkalá-Uytash                      |                    |
| Rusia        | Moscú           | Aeropuerto Internacional de Moscú-Domodédovo         |                    |
| Rusia        | Moscú           | Aeropuerto Internacional de Moscú-Sheremétievo       |                    |
| Rusia        | Moscú           | Aeropuerto Internacional de Moscú-Vnúkovo            |                    |
| Rusia        | Moscú           | Aeropuerto Internacional de Moscú-Zhukovski          |                    |
| Rusia        | Múrmansk        | Aeropuerto de Múrmansk-Murmashí                      |                    |
| Rusia        | Nizni Nóvgorod  | Aeropuerto Internacional de Nizhni Nóvgorod-Strigino |                    |
| Rusia        | Noyabrsk        | Aeropuerto de Noyabrsk                               | Chárter            |
| Rusia        | San Petersburgo | Aeropuerto Internacional Púlkovo                     |                    |
| Rusia        | Sochi           | Aeropuerto Internacional de Sochi                    |                    |
| Rusia        | Volgogrado      | Aeropuerto Internacional de Volgogrado               |                    |
| Turquía      | Antalya         | Aeropuerto de Antalya                                | Chárter estacional |
| Turquía      | Bodrum          | Aeropuerto de Milas-Bodrum                           | Chárter estacional |
| Turquía      | Dalaman         | Aeropuerto de Dalaman                                | Chárter estacional |
| Turquía      | Esmirna         | Aeropuerto de Esmirna-Adnan Menderes                 | Chárter estacional |
| Turquía      | Estambul        | Aeropuerto de Estambul                               |                    |
| Turkmenistán | Turkmenbashi    | Aeropuerto Internacional de Turkmenbashi             |                    |
| Uzbekistán   | Taskent         | Aeropuerto Internacional de Taskent                  |                    |

La Unión Europea impuso prohibiciones hacia Bielorrusia, incluyendo la prohibición de vuelos de la aerolínea y incluyendo un veto de espacio aéreo desde mayo de 2022, después de que el régimen bielorruso ordenó la desviación intencional del vuelo 4978 de Ryanair y la complicidad de Bielorrusia en la invasión rusa de Ucrania.

## Flota

### Flota actual
| Aeronaves        | En servicio | Pedidos | Pasajeros                                            | Pasajeros                                            | Pasajeros                                            | Matrículas                                           | Antigüedad                                           |
| Aeronaves        | En servicio | Pedidos | C                                                    | Y                                                    | Total                                                | Matrículas                                           | Antigüedad                                           |
| ---------------- | ----------- | ------- | ---------------------------------------------------- | ---------------------------------------------------- | ---------------------------------------------------- | ---------------------------------------------------- | ---------------------------------------------------- |
| Boeing 737-300   | 2           | —       | —                                                    | 148                                                  | 148                                                  | EW-254PA                                             | 31 años                                              |
| Boeing 737-300   | 2           | —       | —                                                    | 148                                                  | 148                                                  | EW-366PA                                             | 27 años                                              |
| Boeing 737-800   | 5           | —       | —                                                    | 189                                                  | 189                                                  | EW-544PA                                             | 16,7 años                                            |
| Boeing 737-800   | 5           | —       | —                                                    | 189                                                  | 189                                                  | EW-527PA                                             | 13,6 años                                            |
| Boeing 737-800   | 5           | —       | —                                                    | 189                                                  | 189                                                  | EW-455PA                                             | 8,2 años                                             |
| Boeing 737-800   | 5           | —       | —                                                    | 189                                                  | 189                                                  | EW-456PA                                             | 8,1 años                                             |
| Boeing 737-800   | 5           | —       | —                                                    | 189                                                  | 189                                                  | EW-457PA                                             | 7,9 años                                             |
| Boeing 737 MAX 8 | 1           | —       | 12                                                   | 162                                                  | 174                                                  | EW-528PA                                             | 5,4 años                                             |
| Embraer E-175LR  | 1           | —       | 12                                                   | 64                                                   | 76                                                   | EW-512PO                                             | 6,6 años                                             |
| Embraer E-195LR  | 4           | —       | 11                                                   | 96                                                   | 107                                                  | EW-399PO                                             | 10,5 años                                            |
| Embraer E-195LR  | 4           | —       | 11                                                   | 96                                                   | 107                                                  | EW-400PO                                             | 10,5 años                                            |
| Embraer E-195LR  | 4           | —       | 11                                                   | 96                                                   | 107                                                  | EW-513PO                                             | 6,5 años                                             |
| Embraer E-195LR  | 4           | —       | 11                                                   | 96                                                   | 107                                                  | EW-514PO                                             | 6,3 años                                             |
| Total            | 13          | —       | Edad media de la flota (octubre de 2024): 12,2 años. | Edad media de la flota (octubre de 2024): 12,2 años. | Edad media de la flota (octubre de 2024): 12,2 años. | Edad media de la flota (octubre de 2024): 12,2 años. | Edad media de la flota (octubre de 2024): 12,2 años. |

### Flota histórica
| Aeronaves          | Total | Introducido | Retirado | Matrículas |
| ------------------ | ----- | ----------- | -------- | --- |
| Antonov An-24      | 19    | 1993        | 2006     | EW-46297, EW-46267, EW-46250, EW-46404, EW-46304, EW-46359, EW-46375, EW-47291, EW-46829, EW-46835, EW-47808, EW-47825, EW-47697, EX-47259, EW-46465, EW-46483, EW-46498, EW-46615 y EW-46631 |
| Antonov An-26      | 7     | 1993        | 2005     | EW-26112, EW-26079, EW-26127, EW-26616, EW-26632, EW-26634 y EW-26667 |
| Boeing 737-500     | 6     | 2003        | 2021     | EW-250PA, EW-251PA, EW-252PA, EW-253PA, EW-290PA y EW-294PA |
| Bombardier CRJ-100 | 2     | 2007        | 2018     | EW-100PJ y EW-101PJ |
| Bombardier CRJ-200 | 3     | 2009        | 2020     | EW-276PJ, EW-277PJ y EW-303PJ |
| Embraer E-195 E2   | 3     | 2020        | 2021     | EW-555PO, EW-560PO y EW-563PO |
| Gulfstream G550    | 1     | 2020        | 2021     | EW-001PJ (avión presidencial) |
| Ilyushin Il-76     | 1     | 2019        | ¿2020?   | RA-76373 |
| Ilyushin Il-86     | 1     | 1993        | 1998     | EW-86062 |
| Túpolev Tu-134     | 20    | 1993        | 2009     | EW-65664, EW-65676, EW-65957, EW-65974, EW-65803, EW-65821, EW-65832, EW-65861, EW-65892, EW-65049, EW-65082, EW-65085, EW-65108, EW-65106, EW-65133, EW-65145, EW-65149, EW-65754, EW-65772 y EW-65565 |
| Túpolev Tu-154     | 25    | 1993        | 2015     | EW-85815, CCCP-85059, EW-85260, EW-85331, EW-85339, EW-85352, CCCP-85372 (rrg. EW-85372), EW-85411, EW-85419, CCCP-85465 (rrg. EW-85465), CCCP-85509 (rrg. EW-85509), EW-85545, EW-85538, CCCP-85580 (rrg. EW-85580), CCCP-85581 (rrg. EW-85581), EW-85591, EW-85593, EW-85583, EW-85582, EW-85703, EW-85706, EW-85741, EW-85748, EW-85760 y EW-85725 |
| Yakovlev Yak-40    | 8     | 1992        | 2011     | EW-87657, EW-87658, EW-87320, EW-87419, EW-87330, EW-88187, EW-88202 y OK-GEO |

## Incidentes y accidentes
- Uno de sus accidentes más importantes hasta la fecha se produjo cuando un Yakovlev Yak-40 sufrió unos fuertes vientos cruzados y turbulencias, cuando se dirigía a Praga. La cabina del Yak-40 fue pasto de las llamas el 6 de enero de 2003 tras entrar en espacio aéreo checo; dos cazas de la Fuerza Aérea Checa lo acompañaron hasta que aterrizó sin problemas en el Aeropuerto Internacional Ruzyně.[9]
- El 14 de febrero de 2008, el Vuelo 1834 de Belavia, un Bombardier Canadair Regional Jet CRJ-100ER en ruta de Ereván a Minsk, tocó con su ala izquierda en la pista cuando despegaba del Aeropuerto Internacional de Zvartnots, estrellándose poco después contra el suelo, se volteó y acabó en esta posición cerca de la pista. Los dieciocho pasajeros y tres tripulantes lograron evacuar la aeronave antes de que fuese pasto de las llamas, gracias en parte al tiempo de respuesta de los miembros de rescate y bomberos. La causa del accidente permanece bajo investigación.